# Чернуха Валентин Дмитрович
Валенти́н Дми́трович Черну́ха (* 27 грудня 1929, Харків — † 14 квітня 1981, Харків) — український графік, член НСХУ.

## З життєпису
1951 року закінчив ХДХУ Харківське державне художнє училище де навчався у М.Сліпченка та Л.Фітільова.
Працював у станковій і книжковій графіці.
Серії літографій гумористичного змісту; ілюстрації до збірок «Сучасні українські байки» (1962), «Байки» Микити Годованця (1963), «Мацюсеві пригоди» Януша Корчака (1969) та інші.
Разом із В. Васильєвим і Юрієм Северином — монументальне пано в кафе «Авангард» у Харкові (1964).

### Сім'я
- дружина - Чернуха Лариса Гаврилівна (Гудкова) (19 вересня),
- син — Чернуха Дмитро Валентинович
- донька — Чернуха Наталія Валентинівна (3 вересня 1963)